# 尤蒂卡 (肯塔基州)
尤蒂卡（英語：Utica）是位於美國肯塔基州戴維斯縣的一個人口普查指定地區。

## 人口
根據2020年美國人口普查的數據，尤蒂卡的面積為2.73平方千米，當中陸地面積為2.72平方千米，而水域面積為0.01平方千米。當地共有人口298人，而人口密度為每平方千米109.16人。